# Glăjărie
Glăjărie (węg. Görgényüvegcsűr) – wieś w Rumunii, w okręgu Marusza, w gminie Gurghiu. W 2011 roku liczyła 1702 mieszkańców.